# 阿罗萨 (吉马良斯)
阿罗萨 (吉马良斯)是葡萄牙布拉加区的一个堂区。总面积1.96平方公里，总人口674人，人口密度343.9人/平方公里。